# Ritual Union
Ritual Union è il terzo album in studio del gruppo musicale di musica elettronica svedese Little Dragon, pubblicato nel 2011.

## Tracce
1. Ritual Union – 3:30
2. Little Man – 2:41
3. Brush the Heat – 4:10
4. Shuffle a Dream – 2:58
5. Please Turn – 3:34
6. Crystalfilm – 4:49
7. Precious – 3:51
8. Nightlight – 3:25
9. Summertearz – 3:50
10. When I Go Out – 5:59
11. Seconds – 4:30

## Classifiche
| Classifica (2011) | Posizione raggiunta |
| ----------------- | ------------------- |
| Regno Unito       | 22                  |